# Fezzano
Fezzano ist eine Fraktion der Gemeinde Porto Venere am Golf von La Spezia in Ligurien.

## Lage

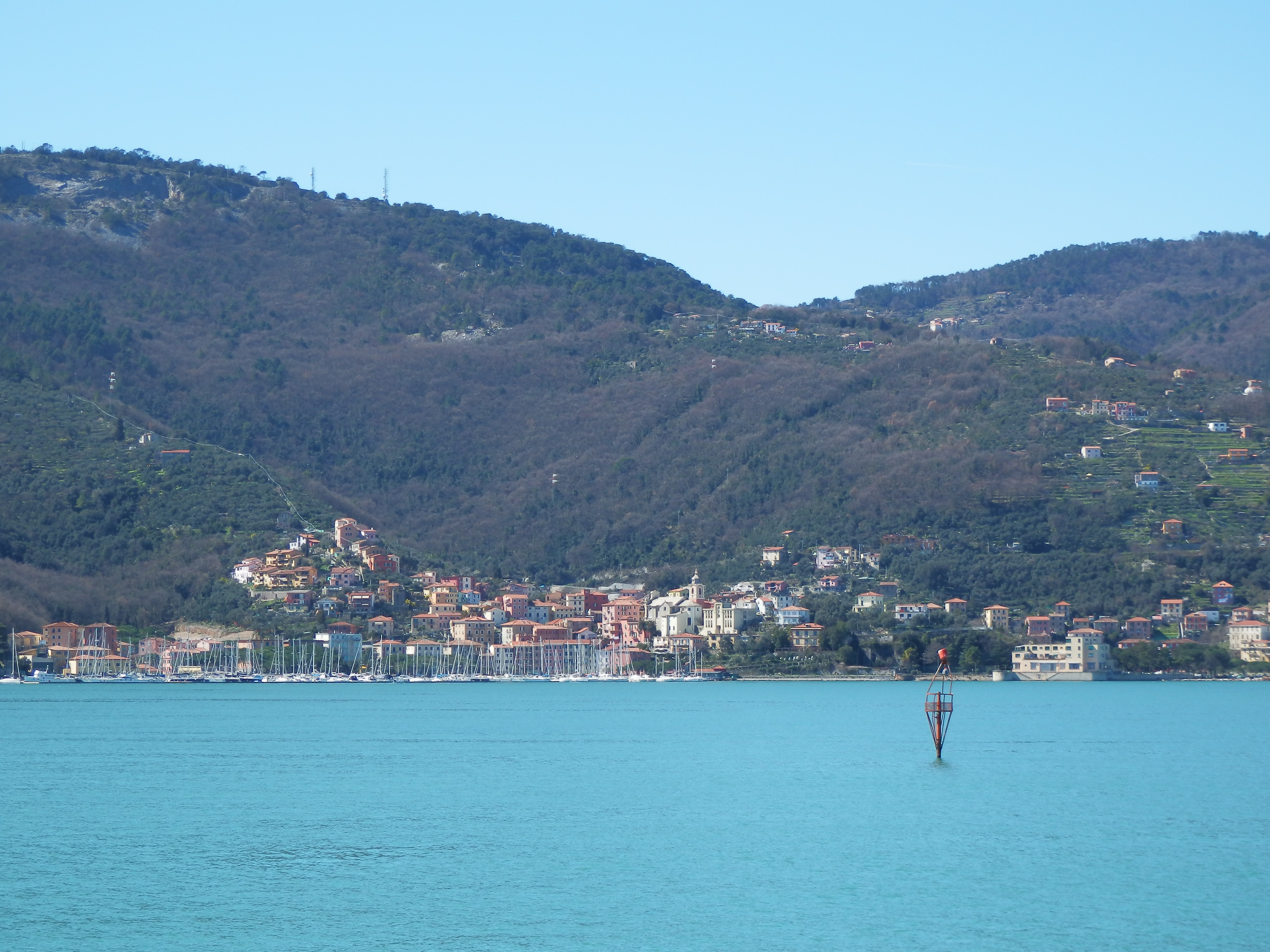
Blick auf Fezzano, im Hintergrund ist der Berg Castellana und im Vordergrund der Yachthafen erkennbar.

Der Ort kann nur über die Straße erreicht werden, die von La Spezia über das Dorf Cadimare nach Porto Venere führt. Drei Kilometer hinter Fezzano liegt das kleine Dorf Le Grazie in Richtung Porto Venere.

## Geschichte
Fezzano liegt unterhalb des Berges Castellana. Im Ort befindet sich eine Kirche aus dem Jahre 1739, die Johannes des Täufers gewidmet ist, und die Kirche St. Nikolaus aus dem 17. Jahrhundert.  Antike Funde aus der Römerzeit legen die Vermutung nahe, dass der Ort schon lange besteht.
Im Ort gibt es mehrere Hotels und Gaststätten. Ferner liegen zahlreiche Segelboote im Yachthafen von Fezzano. Der Hafen bietet 250 Anlageplätze für Boote bis zu einer Länge von 25 Meter.

## Sport

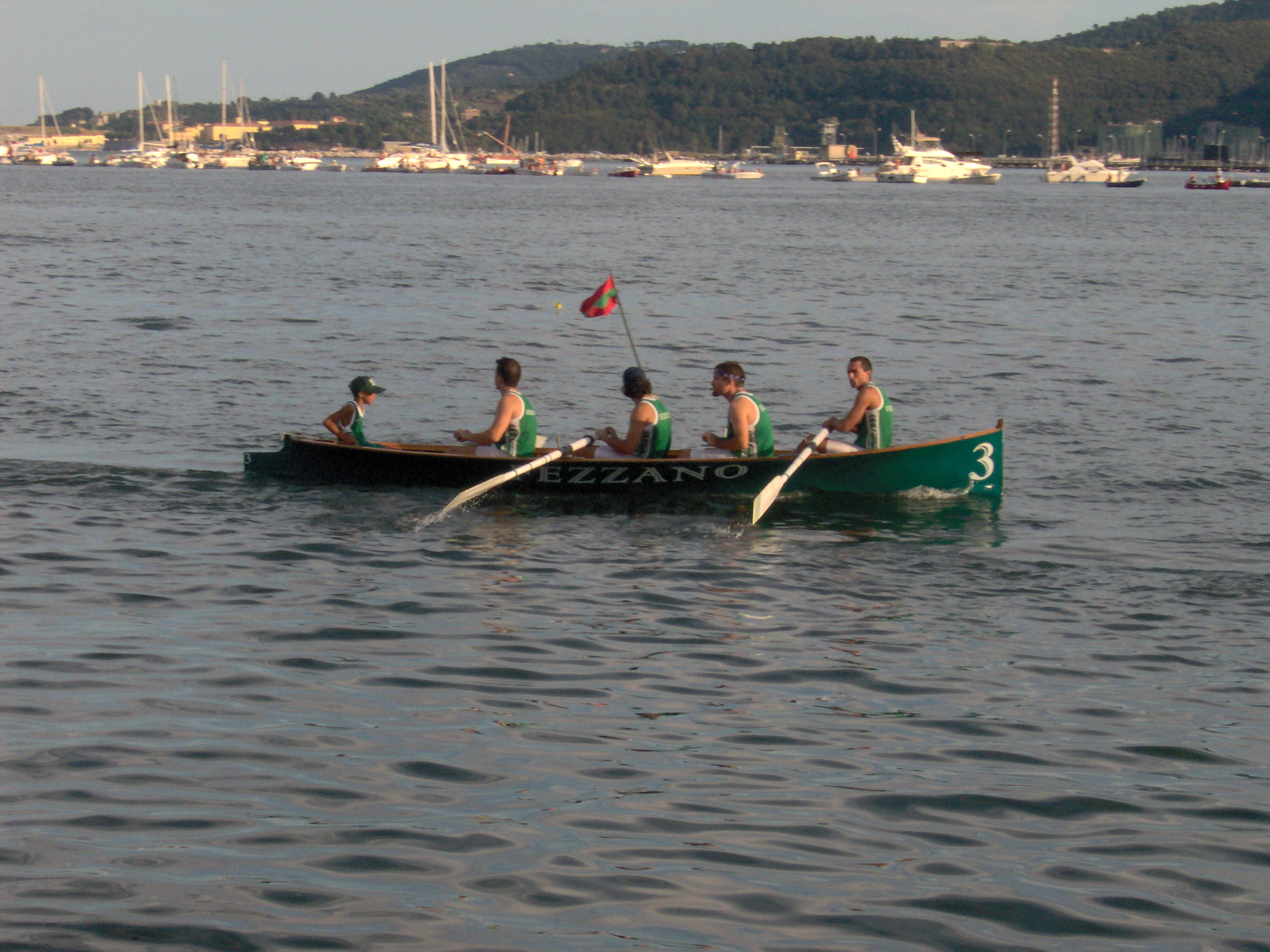
Bild des Bootes aus Fezzano, das den Palio einmal gewann.

Jährlich findet seit 2000 der Palio del Golfo, ein Wettrudern zwischen 13 umliegenden Orten statt. Die Gemeinde Marola führt den Wettbewerb mit sieben Siegen an und lediglich einmal gewannen die Ruderer aus Fezzano.